# 2015 en musique
| \| • Retour à la chronologie générale de la musique populaire • \| |
| XXIe siècle • XXe siècle • XIXe siècle • XVIIIe siècle XVIIe siècle • XVIe siècle • XVe siècle • XIVe siècle XIIIe siècle • XIIe siècle • XIe siècle • Xe siècle IXe siècle • VIIIe siècle • Haut Moyen Âge • Rome • Grèce |
| • Retour à la chronologie générale de la musique populaire • |

| • Retour à la chronologie générale de la musique populaire • |

| Années de la musique populaire : 2012 - 2013 - 2014 - 2015 - 2016 - 2017 - 2018    |
| Décennies de la musique populaire : 1980 - 1990 - 2000 - 2010 - 2020 - 2030 - 2040 |

Cet article présente les faits marquants de l'année 2015 en musique.

## Faits marquants

### En France
- Johnny Hallyday lance la tournée, sa dernière en solo, Rester Vivant Tour du 2 juillet 2015 jusqu'au 21 juillet 2016 qui totalise 90 concerts.
- 26 millions de singles et 40 millions d'albums sont vendus en France en 2015[1].
- Un attentat a lieu le 13 novembre au Bataclan, durant un concert de Eagles of Death Metal, faisant 90 victimes.
- Mylène Farmer se classe n°1 aux États-Unis au sein du Billboard Dance Club avec Stolen car (en duo avec Sting).
- Décès de Claude Chamboissier, Richard Anthony et Guy Béart.

### Dans le monde
- Décès de Demis Roussos, Percy Sledge, Ben E. King, B. B. King, James Horner, Natalie Cole et Lemmy Kilmister

## Disques sortis en 2015
- Albums sortis en 2015
- Singles sortis en 2015

## Succès de l'année en France (singles)

### Chansons classées Numéro 1
Cette liste présente, par ordre chronologique, tous les titres s'étant classés à la première place du Top 50 durant l'année 2015.
- Mark Ronson & Bruno Mars : Uptown funk
- Louane : Avenir
- OMI : Cheerleader
- Marina Kaye : Homeless
- Feder : Goodbye
- Kygo : Stole the show
- One Direction : Drag me down
- Nicky Jam & Enrique Iglesias : El perdón
- Mylène Farmer & Sting : Stolen car
- LEJ : Summer 2015
- Charlie Puth & Meghan Trainor : Marvin Gaye
- Adele : Hello

### Chansons francophones
Cette liste présente, par ordre alphabétique, tous les titres francophones s'étant classés plus d'une semaine parmi les 15 premières places du Top 50 durant l'année 2015.
- Anaïs Delva : Libérée, délivrée
- Black M : Je garde le sourire
- Black M & Kev Adams : Le prince Aladin
- Christine and the Queens : Saint Claude
- Christine and the Queens : Christine
- Fréro Delavega : Le chant des sirènes
- Josef Salvat : Open season
- Kendji Girac : Andalouse
- Kendji Girac : Conmigo
- Kendji Girac & Ariana Grande : One last time
- Kendji Girac : Me quemo
- Kendji Girac : Les yeux de la mama
- LEJ : Summer 2015
- Louane : Je vole
- Louane : Avenir
- Louane : Jour 1
- Maître Gims : Est-ce que tu m'aimes ?
- Maître Gims : Laissez passer
- Maître Gims : Brisé
- Maître Gims & Niska : Sapés comme jamais
- Maître Gims & Sia : Je te pardonne
- Mylène Farmer & Sting : Stolen car
- Nekfeu : On verra
- Ridsa : Là c’est die
- Soprano : Fresh prince
- Soprano : Clown
- Soprano : Millionnaire

### Chansons non francophones
Cette liste présente, par ordre alphabétique, tous les titres non francophones s'étant classés plus d'une semaine parmi les 10 premières places du Top 50 durant l'année 2015.
- Adele : Hello
- AronChupa : I’m an albatraoz
- Calvin Harris : How deep is your love
- Charlie Puth & Meghan Trainor : Marvin Gaye
- Coldplay : Adventure of a lifetime
- David Guetta & Sam Martin : Dangerous
- David Guetta & Nicki Minaj : Hey mama
- David Guetta & Sia : Bang my head
- Drake : Hotline bling
- Ed Sheeran : Thinking out loud
- Ed Sheeran : Photograph
- Ellie Goulding : Love me like you do
- Emma Louise : Jungle
- Enrique Iglesias & Nicky Jam : El perdón
- Feder : Goodbye
- Felix Jaehn & Jasmine Thompson : Ain’t nobody (Loves me better)
- Hozier : Take me to church
- Jason Derulo : Want to want me
- Justin Bieber : What do you mean?
- Justin Bieber : Sorry
- Kygo : Firestone
- Kygo : Stole the show
- Lilly Wood and the Prick & Robin Schulz : Prayer in C
- Lost Frequencies : Are you with me
- Lost Frequencies : Reality
- Madcon : Don’t worry
- Major Lazer & DJ Snake : Lean on
- Marina Kaye : Homeless
- Mark Ronson & Bruno Mars : Uptown funk
- Matt Simons : Catch & release
- Meghan Trainor : All about that bass
- OMI : Cheerleader
- Pharrell Williams : Happy
- R. City & Adam Levine : Locked away
- Rihanna, Kanye West & Paul McCartney : FourFiveSeconds
- Rihanna : Bitch better have my money
- Robin Schulz : Sugar
- Sam Smith : Writing’s on the wall
- Sia : Chandelier
- Taylor Swift : Shake it off
- The Avener : Fade out lines
- The Weeknd : Earned it
- The Weeknd : Can’t feel my face
- Tove Lo : Habits
- Wiz Khalifa & Charlie Puth : See you again
- Zara Larsson : Uncover

## Succès de l'année en France (albums)
Cette liste présente, par ordre alphabétique, les albums sortis en 2015 ayant obtenu une certification Platine ou Diamant en France.

### Doubles disques de diamant (plus d'un million de ventes)
- Kendji Girac : Ensemble
- Louane : Chambre 12

### Disques de diamant (plus de 500.000 ventes)
- Adele : 25
- Jain : Zanaka
- Jul : My world
- Kids United : Un monde meilleur
- Maître Gims : Mon cœur avait raison
- Nekfeu : Feu

### Triples disques de platine (plus de 300.000 ventes)
- Coldplay : A head full of dreams
- Francis Cabrel : In extremis
- Fréro Delavega : Des ombres et des lumières
- Johnny Hallyday : De l’amour
- Johnny Hallyday : Les 50 plus belles chansons
- Les Enfoirés : Sur la route des Enfoirés
- Marina Kaye : Fearless
- Mylène Farmer : Interstellaires
- PNL : Le Monde Chico
- The Avener : The wanderings of the Avener

### Doubles disques de platine (plus de 200.000 ventes)
- Corsu Mezu Mezu
- Gradur : Sheguey Vara 2
- LEJ : En attendant l’album
- M. Pokora : RED
- Muse : Drones
- Patrick Bruel : Très souvent, je pense à vous...

### Disques de platine (plus de 100.000 ventes)
- Booba : Nero nemesis
- Booba : D.U.C
- Casseurs Flowters : Comment c'est loin : l'Album du film
- Eddy Mitchell : Big band
- Gradur : L'Homme au bob
- Johnny Hallyday : Best of
- Keen'V : Là où le vent me mène
- Lacrim : R.I.P.R.O. Volume I
- Lacrim : R.I.P.R.O. Volume II
- Lara Fabian : Ma vie dans la tienne
- Lartiste : Fenomeno
- Lilian Renaud : Le bruit de l'aube
- Major Lazer : Peace is the mission
- Mika : No place in heaven
- PNL : Que la famille
- Ridsa : Tranquille
- Zaz : Sur la route

## Succès internationaux de l’année
Cette liste présente, par ordre alphabétique, les trente titres et albums ayant eu le plus de succès dans les charts internationaux en 2015,.

### Singles
- Calvin Harris : How deep is your love
- Charlie Puth & Meghan Trainor : Marvin Gaye
- David Guetta & Nicki Minaj : Hey mama
- Ed Sheeran : Photograph
- Ellie Goulding : Love me like you do
- Enrique Iglesias  & Nicky Jam : El perdón
- Felix Jaehn & Jasmine Thompson : Ain’t nobody (Loves me better)
- Fetty Wap : Trap Queen
- Fifth Harmony & Kid Ink : Worth it
- Flo Rida & Sage the Gemini : G.D.F.R.
- James Newton Howard & Jennifer Lawrence : The hanging tree
- Jason Derulo : Want to want me
- Justin Bieber : What do you mean?
- Lost Frequencies : Are you with me
- Major Lazer & DJ Snake : Lean on
- Maroon 5 : Sugar
- Meghan Trainor : Lips are movin
- Meghan Trainor & John Legend : Like I'm gonna lose you
- OMI : Cheerleader
- One Direction : Drag me down
- R. City & Adam Levine : Locked away
- Rihanna, Kanye West & Paul McCartney : FourFiveSeconds
- Robin Schulz : Sugar
- Taylor Swift & Kendrick Lamar : Bad blood
- The Weeknd : Earned it
- The Weeknd : Can’t feel my face
- The Weeknd : The hills
- Walk the Moon : Shut up & dance
- Wiz Khalifa & Charlie Puth : See you again
- X Ambassadors : Renegades

### Albums
- 5 Seconds of Summer : Sounds good feels good
- Adele : 25
- Alabama Shakes : Sound & color
- A$AP Rocky : At. Long. Last. ASAP
- Big Sean : Dark sky paradise
- Chris Stapleton :	Traveller
- Disturbed : Immortalized
- Dr Dre : Compton
- Drake : If you're reading this it's too late
- Drake & Future : What a time to be alive
- Empire
- Fall Out Boy : American beauty/American psycho
- Fast & Furious 7
- Fifty Shades of Grey
- Florence + The Machine : How big, how blue, how beautiful
- Imagine Dragons :	Smoke + mirrors
- Justin Bieber : Purpose
- Kendrick Lamar : To pimp a butterfly
- Luke Bryan : Kill the lights
- Meek Mill : Dreams worth more than money
- Meghan Trainor : Title
- Mumford & Sons : Wilder mind
- Muse : Drones
- One Direction : Made in the A.M.
- Pitch Perfect 2
- Selena Gomez : Revival
- Shawn Mendes : Handwritten
- The Weeknd : Beauty behind the Madness
- Twenty One Pilots : Blurryface
- Zac Brown Band : Jekyll + Hyde

## Concerts en France
- La chanteuse américaine Katy Perry se produit avec son The Prismatic World Tour le 17 février au Park&Suites Arena de Montpellier et le 20 février à la Halle Tony-Garnier de Lyon).
- La rappeuse Nicki Minaj se produit au Zénith de Paris les 25 et 26 mars.
- La chanteuse Ariana Grande se produit au Zénith de Paris le 14 et le 15 mai.
- Le groupe AC/DC se produit les 23 et 26 mai au Stade de France.
- Le groupe Kiss se produit le 16 juin au Zénith de Paris.
- Le groupe Judas Priest se produit le 17 juin au Zénith de Paris.
- La 10e édition du Hellfest, les 19, 20 et 21 juin.
- Johnny Hallyday, début juillet, débute aux Arènes de Nîmes sa 182e tournée, au cours de laquelle il se produit, du 27 au 29 novembre, à l’AccorHotels Arena.
- Le groupe irlandais U2 se produit les 10 et 11 novembre à l’AccorHotels Arena (Paris-Bercy). Ils sont les premiers à jouer dans l'enceinte totalement rénovée. Des concerts supplémentaires étaient prévus les 14 et 15 novembre, mais ils ont été reportés à cause des attentats du 13 novembre.
- Le rappeur Maître Gims donne une série de concerts dans plusieurs villes de France à partir du 12 novembre à Nantes en passant par Lille, Orléans, Grenoble, Marseille, Lyon, Caen, Rouen, Nancy sans oublier 14 décembre à l’AccorHotels Arena.
- la chanteuse Shy'm se produit à Paris-Bercy deux jours de suite le 17 et 18 novembre.
- Le groupe Scorpions donne une série de concerts dans plusieurs villes de France, de Lyon à Montpellier, en passant par Toulouse, Strasbourg et l’AccorHotels Arena le 24 novembre.
- Alain Souchon et Laurent Voulzy font leur grand retour sur scène avec une tournée dans plusieurs villes de France. Ils s'arrêtent au Zénith de Paris du 4 au 6 décembre.
- Le DJ français David Guetta est à l’AccorHotels Arena les 18 et 19 décembre.
- Madonna se produit à l’AccorHotels Arena les 9 et 10 décembre.

Liste des concerts au Stade de France:
| Artiste        | Date du concert | Nationalité |
| -------------- | --------------- | ----------- |
| Stars 80       | 9 mai           | France      |
| AC/DC          | 23 et 26 mai    | Australie   |
| Paul McCartney | 11 juin         | Royaume-Uni |

## Récompenses
- États-Unis : 58e cérémonie des Grammy Awards
- États-Unis : American Music Awards 2015
- États-Unis : MTV Video Music Awards 2015
- États-Unis : 2015 Billboard Music Awards (en)
- Europe : 2015 MTV Europe Music Awards (en)
- Europe : Concours Eurovision de la chanson 2015
- France : 31e cérémonie des Victoires de la musique
- France : NRJ Music Awards 2015
- Québec : 37e gala des prix Félix
- Royaume-Uni : Brit Awards 2015

## Formations et séparations de groupes
- Groupe de musique formé en 2015
- Groupe musical séparé en 2015

## Décès
- 4 janvier : Claude Chamboissier, surnommé Framboisier, chanteur, musicien, comédien, producteur français et membre du groupe Les Musclés.
- 25 janvier : Demis Roussos, bassiste, guitariste, trompettiste et chanteur grec.
- 5 avril : Juan Carlos Cáceres, artiste multidisciplinaire argentin, surtout connu en tant que musicien.
- 14 avril : Percy Sledge, chanteur américain de soul.
- 19 avril : Richard Anthony, chanteur français.
- 30 avril : Ben E. King, chanteur américain de soul.
- 14 mai : B. B. King, chanteur et guitariste américain de blues.
- 17 mai : Chinx, rappeur américain.
- 1er juin : Jean Ritchie, chanteuse américaine de musique folk.
- 11 juin : Ornette Coleman, saxophoniste, trompettiste, violoniste et compositeuraméricain, précurseur majeur du free jazz.
- 22 juin : James Horner, compositeur de musique de films américain.
- 23 juin : Magali Noël, actrice et chanteuse française.
- 28 juin : Chris Squire, chanteur et bassiste du groupe de rock progressif Yes.
- 7 juillet : Bako Dagnon, chanteuse griotte malienne.
- 16 septembre : Guy Béart, auteur-compositeur-interprète français.
- 28 décembre : Lemmy Kilmister, chanteur et bassiste du groupe de heavy metal Motörhead.
- 31 décembre : Natalie Cole, chanteuse américaine de jazz, soul et R&B.